# Stanisław Rawicz-Dziewulski
Stanisław Dziewulski herbu Rawicz (ur. 6 listopada 1869 w Okninach w powiecie łukowskim, zm. 18 października 1939 w Warszawie) – generał brygady Wojska Polskiego, kawaler Orderu Virtuti Militari.

## Życiorys

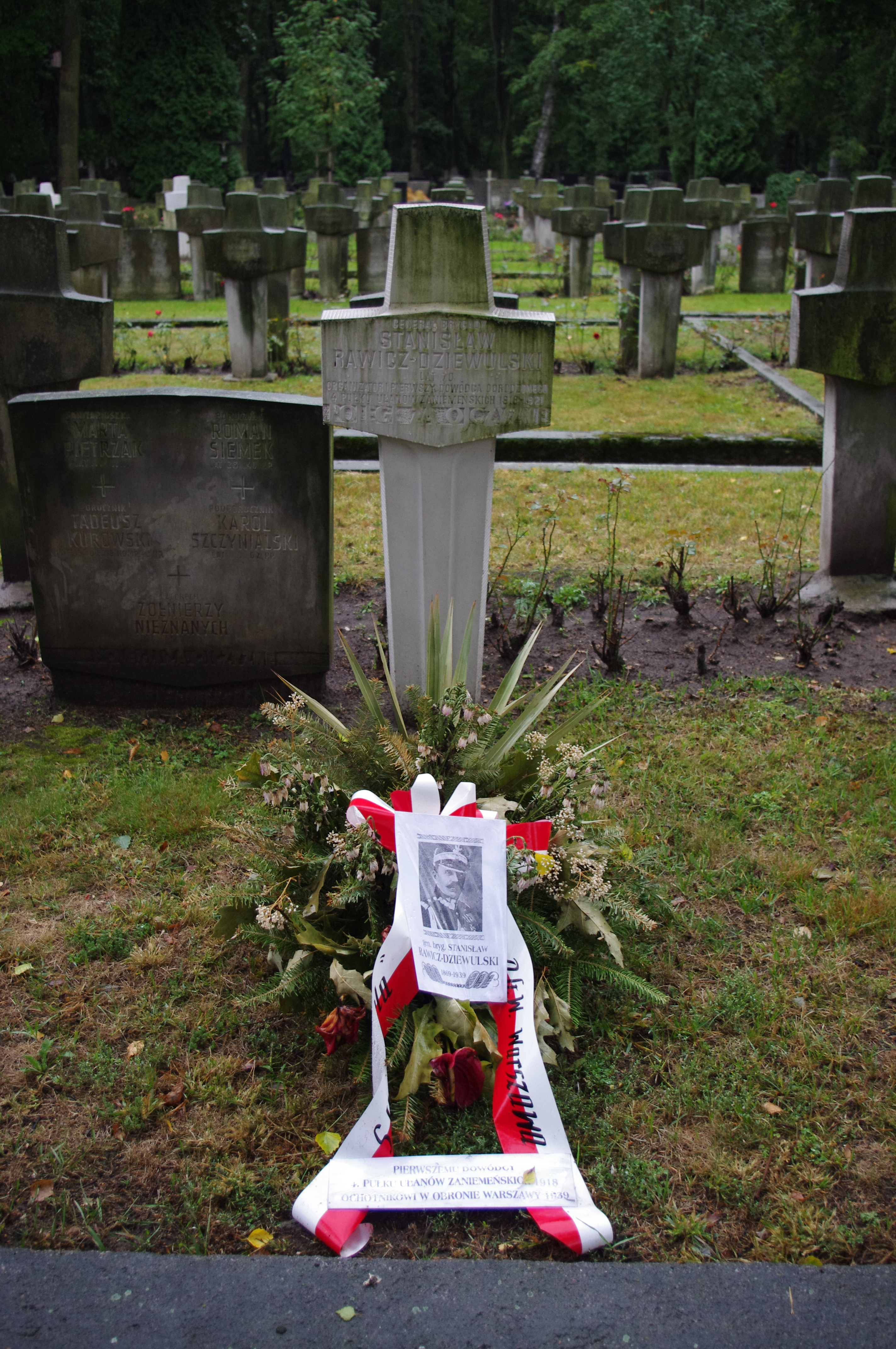
Grób gen. Stanisława Rawicz-Dziewulskiego na Cmentarzu Wojskowym na Powązkach

Ukończył Oficerską Szkołę Kawalerii w Jelizawetgradzie i od 1894 zawodowy oficer rosyjskiej kawalerii. Dowódca szwadronu i rotmistrz (1914). Podczas I wojny światowej walczył na froncie niemieckim na różnych stanowiskach. W grudniu 1916 awansował na pułkownika, a w lipcu 1917 objął dowództwo pułku kawalerii. W okresie od grudnia 1917 do maja 1918 dowódca Legionu Rycerskiego Jazdy w I Korpusie Polskim w Rosji.
Od listopada 1918 w Wojsku Polskim, organizator i dowódca 4 pułku ułanów, dowódca Grupy Zaniemeńskiej i dowódca 2 Brygady Jazdy na froncie bolszewickim. 29 maja 1920 został zatwierdzony z dniem 1 kwietnia 1920 w stopniu pułkownika, w kawalerii, w grupie oficerów byłych Korpusów Wschodnich i byłej armii rosyjskiej. Z dniem 1 maja 1921 został przeniesiony w stan spoczynku, w stopniu pułkownika. Zamieszkał w Warszawie.
26 października 1923 Prezydent RP Stanisław Wojciechowski zatwierdził go w stopniu generała brygady ze starszeństwem z dniem 1 czerwca 1919 w korpusie generałów.
Podczas kampanii wrześniowej zgłosił się do służby, włączył się do walki w obronie stolicy. Zmarł na skutek odniesionych ran. Pochowany na Cmentarzu Wojskowym na Powązkach w Warszawie (kwatera B10-1-15).

## Ordery i odznaczenia
- Krzyż Srebrny Orderu Wojskowego Virtuti Militari nr 4367[1][6]
- Krzyż Walecznych (1921)[7]